# Zasoby ludzkie
Zasoby ludzkie, HR (od ang. human resources) – pojęcie mające dwojakie znaczenie. Pierwsze – wywodzi się z nauk społecznych i zgodnie z klasyczną szkołą ekonomii oznacza pracę (siłę roboczą) jako jeden z trzech środków produkcji. Drugie – bardziej powszechne, mieszczące się w zakresie zarządzania, odnosi się do indywidualnych pracowników oraz działu organizacji, który zajmuje się rekrutacją, szkoleniem, motywowaniem oraz zwalnianiem pracowników (czyli polityką personalną).
Dział HR, oprócz działań administracyjnych – kompleksowa obsługa kadrowo-płacowa pracowników w zakresie umów o pracę, prowadzenie dokumentacji personalnej oraz rozliczanie (urlopy, zwolnienia lekarskie, zasiłki), sporządzanie dokumentacji związanej z przebiegiem zatrudnienia, naliczanie wynagrodzeń, realizacja innych obowiązków (w Polsce zgłoszeń do ZUS, urzędu skarbowego, GUS, PFRON) – coraz częściej staje się aktywnym partnerem zarządów oraz kadry zarządzającej, wpływając na strategię przedsiębiorstwa (zwłaszcza tam, gdzie zasoby ludzkie decydują o przewadze konkurencyjnej).
Płace pracowników zatrudnionych w działach HR są zróżnicowane i odzwierciedlają daną branżę gospodarki.